# Quinta de San Pedro Alejandrino
Pour les articles homonymes, voir Quinta.
La Quinta de San Pedro Alejandrino (en français « Quinta de Saint Pierre d'Alexandrie ») est une hacienda ou quinta construite au XVIIe siècle, célèbre pour être le lieu de décès de Simón Bolívar le 17 décembre 1830. À cette époque, on y produisait du rhum, du miel et de la panela.
L'hacienda est situé dans le corregimiento de Mamatoco, dans le district de Santa Marta, près de la mer des Caraïbes au nord de la Colombie. De nos jours, elle fait fonction de site touristique, de musée et de monument historique.

## Galerie

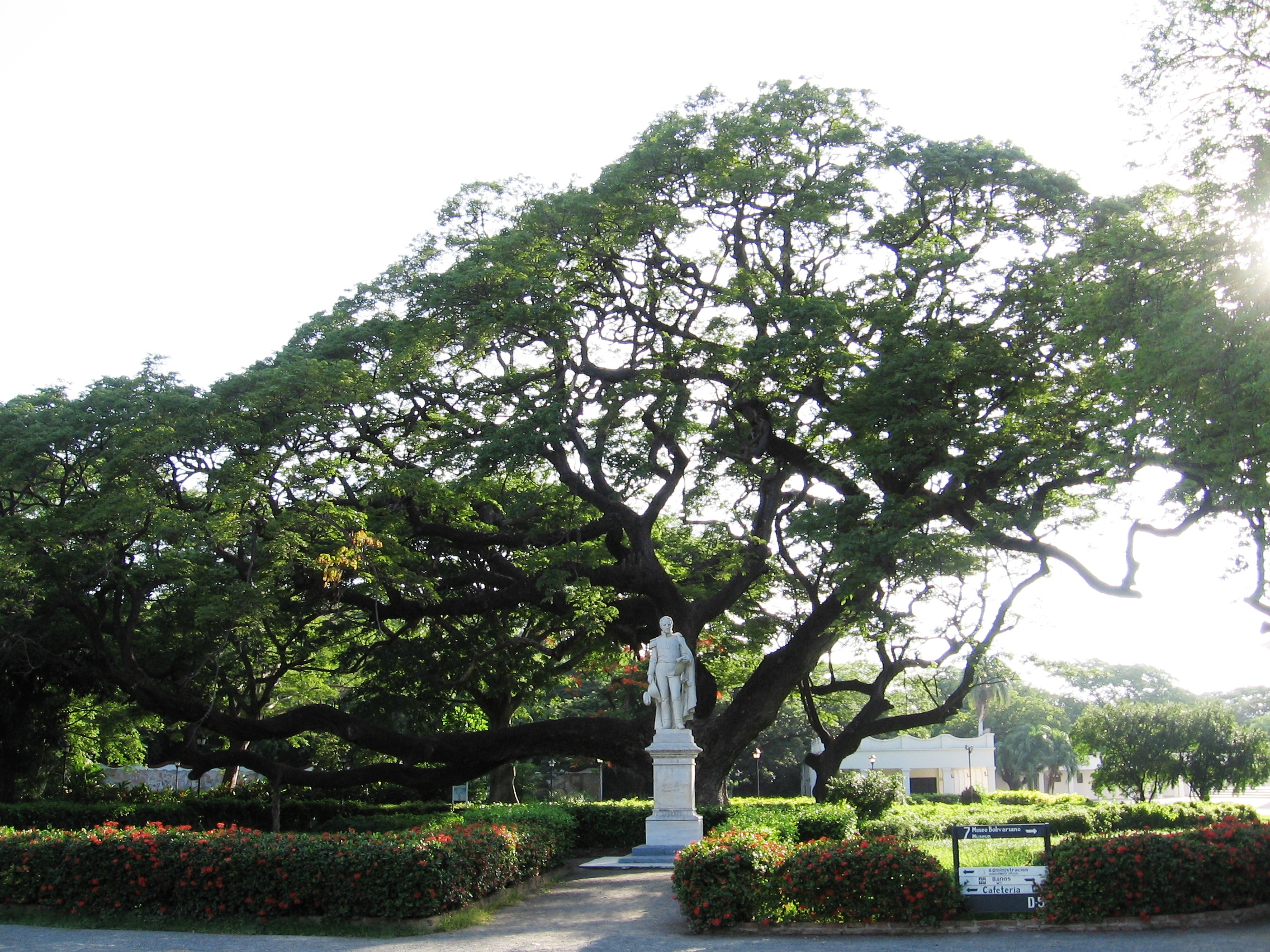
Statue de Simón Bolívar à La Quinta de San Pedro Alejandrino.
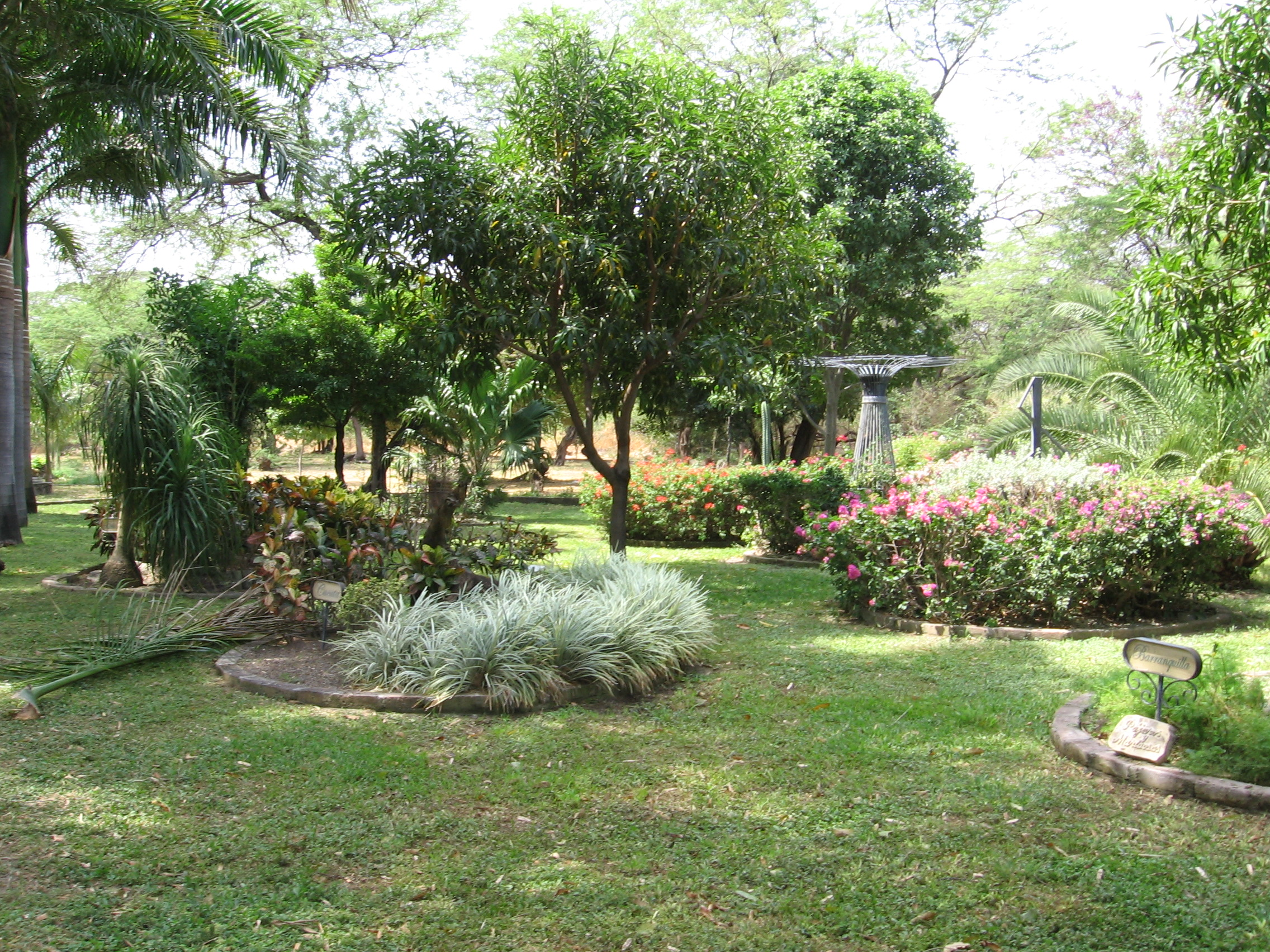
Jardín de la Quinta de San Pedro Alejandrino